# Colin McRae Rally (jogo eletrônico de 2013)
Colin McRae Rally é um jogo eletrônico de corrida estilo rali desenvolvido e publicado pela Codemasters. Foi originalmente lançado para aparelhos móveis iOS em 27 de junho de 2013, sendo depois portado para aparelhos Android em 21 de fevereiro de 2014 e para OS X e Windows no dia 31 de julho desse mesmo ano. A jogabilidade é similar a dos primeiros jogos da série Colin McRae Rally, com conteúdo predominantemente retirado do título Colin McRae Rally 2.0 lançado em 2000. Os jogadores podem dirigir carros, participando em eventos de rali ponto a ponto ou competir contra os tempos registrados pela inteligência artificial do jogo. Colin McRae Rally possui terrenos variados, incluindo dos asfaltados aos de cascalho, e apresenta modelagem de dano e efeitos de deformação do chassi dos carros.
O título marcou a estreia da Codemasters no desenvolvimento de jogos para celular internamente, sendo o objetivo do projeto criar uma experiência de corrida rali para dispositivos móveis. A equipe de desenvolvimento escolheu usar Colin McRae Rally 2.0 como base, adaptando suas trilhas, modelo de condução e ritmo para o novo título. Os modelos originais dos veículos foram reutilizados, entretanto, os aspectos gráficos do jogo foram realçados para fornecer uma qualidade visual mais elevada e numerosos recursos sonoros foram substituídos por amostras de outros projetos da desenvolvedora.

## Recepção
Colin McRae Rally recebeu críticas "médias ou mistas" de acordo com o agregador de críticas Metacritic. Um consenso geral entre os críticos profissionais foi a falta de conteúdo e omissão de características importantes. No entanto, a tentativa de replicar a experiência de condução dos clássicos jogos de Colin McRae Rally foi bem vista. Após seu lançamento, a versão para computadores foi recebida negativamente pelos jogadores, que não esperavam que fosse, literalmente, um porte do jogo mobile. A reação levou a Codemasters a oferecer reembolso aos jogadores.